# Rinaldo Monicelli
Rinaldo Monicelli (Ostiglia, 1892 – Pisa, 1955) è stato un ingegnere idraulico italiano, protagonista delle grandi opere di bonifica delle paludi.
Laureato in ingegneria idraulica a Padova nel 1921, dal 1923 al 1930 ha progettato e realizzato la bonifica delle paludi del Metaponto, consentendo la nascita dell'importante zona balneare di Marina di Ginosa. Dal 1931 al 1934 ha realizzato la bonifica di Coltano, tra Pisa e Livorno.
Nel 2006 il Comune di Ginosa gli ha dedicato una strada.